# Stefano Peschiera
Stefano Peschiera Loret de Mola (* 16. Januar 1995 in Lima) ist ein peruanischer Segler.

## Erfolge
Stefano Peschiera, der seit 2012 in der Bootsklasse Laser startet, gab bei den Olympischen Spielen 2016 in Rio de Janeiro sein Olympiadebüt, das er auf dem 31. Platz abschloss. Bei den 2021 ausgetragenen Olympischen Spielen 2020 in Tokio beendete er die Regatta auf Rang 25. Ein Jahr darauf sicherte er sich in Asunción die Goldmedaille bei den Südamerikaspielen und gewann auch bei den Panamerikanischen Spielen 2023 in Santiago de Chile Gold.
Ein Medaillengewinn gelang ihm schließlich auch bei den Olympischen Spielen 2024 in Paris. Erstmals erreichte er die finale Wettfahrt des olympischen Wettbewerbs, in der er Neunter wurde. Mit 80 Punkten gewann Peschiera hinter dem mit 40 Punkten siegreichen Australier Matthew Wearn und dem mit 56 Punkten zweitplatzierten Pavlos Kontides aus Zypern die Bronzemedaille.
Peschiera schloss ein Studium in Business administration am College of Charleston ab, für das er ebenfalls aktiv segelte.